# 창천 온라인
창천 온라인(Changchun Online)는 위메이드 엔터테인먼트(wemade)에서 개발하고 서비스하는 동양 무협 MMORPG 온라인 게임이다. 2007년에 출시되었으며, 같은 해에 대한민국 게임대상 최우수상(국무총리상)을 수상받기도 했다.
|             | 최소 사양                | 권장 사양                |
| ----------- | ------------------------ | ------------------------ |
| 운영 체제   | 윈도우 2000              | 윈도 xp                  |
| CPU         | PentiumIV 2.4 MHz 이상   | PentiumIV 3.0 GHz 이상   |
| 메모리      | 1.0GB                    | 1.0GB 이상               |
| 그래픽 카드 | Geforce FX5000 이상      | Geforce FX7000 이상      |
| 인터넷      | 개인전용선(ADSL,Cable등) | 개인전용선(ADSL,Cable등) |
| 하드 디스크 | HDD여유공간 5GB 이상     | HDD여유공간 5GB 이상     |

## 게임소개
창천 온라인은 삼국지를 소재로 한 액션 MMORPG이다. 주요 특징은 유저 스스로가 장수들을 도시로 배속시킬 수 있도록 정책을 진행하는 것이며 대규모 RvR이 가능한 점이다. 
2007년 서비스를 시작한 창천 온라인은 진삼국무쌍과 같이 비디오 게임에서 가능한 액션을 구현했다는 점에서 많은 인기를 얻었으나 밸런스 업데이트 미숙 및 국가 유입 유저수 불균형 등 생각하지 못한 곳에서의 문제로 지금은 급격히 인기가 떨어져 유저가 많지 않은 상황이다. 
상용화 서비스를 시작한 이후 대규모 RvR에 이용할 수 있는 물약 아이템을 위주의 업데이트를 벗어나 2009년에는 코스튬 아이템을 주로 업데이트 하고 있다. 2009년 하반기부터 시작된 밸런스 패치는 찬성과 반대가 극명하게 나뉘어 유저들 간에도 쟁점이 되어 있다. 

## 연혁
- 2006. 09. 대한민국 클로즈 베타 서비스 시작
- 2007. 09. 대한민국 오픈 베타 서비스 시작
- 2008. 01. 중국 클로즈 베타 서비스 시작
- 2008. 02. 대한민국 상용 서비스 시작
- 2008. 04. 대만 클로즈 베타 서비스 시작
- 2008. 06. 대만 오픈 베타 서비스 시작
- 2008. 10. e-Sports 정식 종목 채택